# Albert Fraenkel (1848-1916)
Albert Fraenkel (Francoforte sul Meno, 10 marzo 1848 – Berlino, 6 luglio 1916) è stato un medico tedesco.
Nel 1884 individuò il coinvolgimento dello Streptococcus pneumoniae, allora chiamato  Diplococcus pneumoniae lanceatus, nell'eziologia della polmonite.
Lavorò nell'ospedale di Berlino.